# PunBB
PunBB, een afkorting van PunBulletinBoard, is op PHP-gebaseerde software voor een internetforum. Het project werd opgezet om compacter, sneller en met minder grafische bronnen te werken dan software als phpBB, Invision Community of vBulletin.
PunBB is ontworpen om standaard XHTML weg te schrijven. Mogelijkheden zoals privéberichten, opiniepeilingen en bijlagen zaten niet in het oorspronkelijke ontwerp, deze zijn als uitbreidingen beschikbaar gekomen.

## Geschiedenis
PunBB werd door Rickard Andersson opgezet als een priveproject met eenvoudige (grafische) functies. In augustus 2003 verscheen versie 1.0 die als GPL-licentie vrij werd gegeven.
De code en rechten werden in 2007 verkocht aan Informer Technologies. Een jaar later verliet Andersson het project vanwege persoonlijke redenen. Als gevolg verlieten meerdere ontwikkelaars het project om hun eigen fork op te zetten, genaamd FluxBB.
Informer ging door met het project en bracht doorlopend wijzigingen en updates aan. In oktober 2015 kwam versie 1.4.4 uit.

## Systeemeisen
Om met PunBB te kunnen werken moet men beschikken over een PHP-interpreter en een database waarin alle gegevens worden opgeslagen. Het ondersteunt MySQL, PostgreSQL en SQLite.